# Dendronephthya irregularis
Dendronephthya irregularis is een zachte koraalsoort uit de familie Nephtheidae. De koraalsoort komt uit het geslacht Dendronephthya. Dendronephthya irregularis werd in 1909 voor het eerst wetenschappelijk beschreven door Henderson. 